# Precious Angel
Precious Angel – piosenka skomponowana przez Boba Dylana, nagrana przez niego w maju 1979 r., wydana na albumie Slow Train Coming w sierpniu 1979 r. i jako singel w Holandii.

## Historia i charakter utworu
Utwór ten został nagrany w Muscle Shoals Sound Studio w Sheffield w Alabamie 1 maja 1979 r. Była to druga sesja nagraniowa tego albumu. Producentem sesji byli Jerry Wexler i Barry Beckett.
Piosenka ta może być zarówno piosenka miłosną skierowaną do anioła lub po prostu piosenką miłosną. Tekst piosenki miesza sacrum i profanum, a rytm reggae sugeruje świeckość uczuć. Jednak z kolei sam tekst jest niezmiernie nasycony odniesieniami biblijnymi. Do tego dochodzi jeszcze mściwe, wręcz paranoiczne nastawienie Dylana, tak charakterystyczne dla tego jego okresu, czego przykładem mogą być wersy od słów "My so-called friends have fallen under a spell (...)". 
Dylan wykonywał tę piosenkę na koncertach wyłącznie w latach 1979 i 1980.

## Muzycy
Sesja 2
- Bob Dylan - gitara, wokal
- Mark Knopfler - gitara
- Barry Beckett - organy
- Tim Drummond - gitara basowa
- Harrison Calloway Jr. - trąbka
- Ronnie Eades - saksofon barytonowy
- Harvey Thompson - saksofon tenorowy
- Charlie Rose - puzon
- Lloyd Barry - trąbka
- Mickey Buckins - instrumenty perkusyjne
- Pick Withers - perkusja
- Carolyn Dennis, Helena Springs, Regina Havis - chórki

## Dyskografia
Albumy
- Slow Train Coming (1979)

## Wykonania piosenki przez innych artystów
- World Wide Message Trive - Heatseeker (1998)